# Moving On (911)
Moving On è il secondo album in studio del gruppo pop britannico 911, pubblicato nel 1998.

## Tracce
1. All I Want Is You – 4:10
2. Moving On – 3:24
3. Baby Come Back to Me – 4:27
4. How Do You Want Me to Love You? – 3:24
5. That's the Way – 3:26
6. New Groove Generation – 4:36
7. Make You My Baby – 3:09
8. Don't Walk Away – 4:01
9. Nothing Stops the Rain – 3:34
10. Should've Been the One – 3:56
11. Party People...Friday Night – 3:34
12. Hold On – 5:56

## Formazione
- Lee Brennan
- Jimmy Constable
- Spike Dawbarn